# Szent Mihály és Gábriel arkangyalok fatemplom (Aranyosronk)
Az aranyosronki fatemplom műemlék Romániában, Fehér megyében. A romániai műemlékek jegyzékében az AB-II-m-A-00312 sorszámon szerepel.